# Vlastimil Franc
Vlastimil Franc (23. listopadu 1932, Semechnice - 30. listopadu 1993) byl český hokejový útočník. Po skončení aktivní kariéry působil jako hokejový trenér.

## Hráčská kariéra
Reprezentoval Československo 14. listopadu 1959 v utkání s Norskem. Gól v reprezentaci nedal. Na klubové úrovni hrál za Dynamo Pardubice (1957–1970). Začínal v Sokolu Semechnice.